# Nature Bears a Vacuum
Nature Bears a Vacuum es el primer EP de la banda The Shins. Fue lanzado en 1998 bajo Omnibus Records. Según una review, el EP se reproduce a una velocidad diferente en cada lado.

## Lista de canciones
1. «Those Bold City Girls» – 2:04
2. «Eating Styes from Elephants' Eyes» – 1:41
3. «We Built a Raft and We Floated» – 2:02
4. «My Seventh Rib» – 2:37